# Нерешённые проблемы астрономии
Некоторые из нерешённых проблем астрономии являются теоретическими, что означает, что существующие теории кажутся неспособными объяснить определённый наблюдаемый феномен или экспериментальный результат. Другие являются экспериментальными, что означает, что существует трудность в создании эксперимента для проверки предложенной теории или более детального изучения явления. Некоторые нерешённые вопросы астрономии относятся к разовым событиям, необычным явлениям, которые не повторялись, и причины которых поэтому остаются неясными.

## Планетарная астрономия
- Планетные системы: как аккреция образует планетные системы[1]? Откуда взялась вода Земли[1]?
- Есть ли планеты за орбитой Нептуна? Существует ли гипотетическая Девятая планета? Чем объясняются удлинённые орбиты группы объектов пояса Койпера?
- Частота вращения Сатурна: почему магнитосфера Сатурна имеет медленно меняющуюся периодичность, близкую к той, с которой вращаются облака планеты? Какова истинная скорость вращения глубоких слоёв Сатурна[2]?

## Звёздная астрономия и астрофизика
- Солнечный цикл: как Солнце генерирует своё периодически изменяющееся крупномасштабное магнитное поле? Как другие звёзды, подобные Солнцу, генерируют свои магнитные поля, и каковы сходства и различия между циклами Солнца и звёздной активности солнцеподобных звёзд? Что послужило причиной Минимума Маундера и других больших минимумов, и как солнечный цикл восстанавливается из минимального состояния?
- Проблема нагрева солнечной короны: почему солнечная корона намного горячее поверхности Солнца? Почему эффект магнитного пересоединения на много порядков быстрее, чем предсказывают стандартные модели?
- Каково происхождение звёздного спектра масс? То есть, почему астрономы наблюдают одинаковое распределение звёздных масс — начальная функция масс — по-видимому, независимо от начальных условий[3]?
- Сверхновые: каков точный механизм, при котором вспышка умирающей звезды превращается во взрыв?
- Богатые протонами ядра: какой астрофизический процесс ответственен за нуклеосинтез этих редких изотопов?
- Быстрые радиовсплески (FRB): что вызывает эти переходные радиоимпульсы от далёких галактик, каждый из которых длится всего несколько миллисекунд? Почему некоторые FRB повторяются с непредсказуемыми интервалами, а большинство нет? Были предложены десятки моделей, но ни одна не получила широкого распространения[4].
- Частица Oh-My-God и другие космические лучи ультравысоких энергий: какие физические процессы создают космические лучи, энергия которых превышает предел ГЗК[5]?
- Природа Звезды Табби: каково происхождение необычных изменений светимости этой звезды?

## Галактическая астрономия и астрофизика
- Проблема вращения галактик: отвечает ли тёмная материя за различия наблюдаемой и теоретической скорости вращения звёзд вокруг центра галактик или это что-то ещё?
- Соотношение возраста и металличности звёзд в галактическом диске: существует ли универсальное соотношение возраст-металличность в диске Галактики (как в «тонкой», так и в «толстой» частях диска)? Хотя в локальной части (в первую очередь «тонкой» части) диска Галактики нет свидетельств сильной зависимости возраст-металличность[6], выборка из 229 близлежащих звёзд «толстой» части диска использовалась для исследования существования соотношения возраст-металличность в «толстой» части и указывает, что здесь присутствует такое соотношение[7][8]. Астросейсмология подтверждает отсутствие какой-либо сильной связи между возрастом и металличностью в галактическом диске[9].
- Ультраяркие рентгеновские источники (ULXs): какова мощность рентгеновских источников, которые не связаны с активными ядрами галактик, но превышают предел Эддингтона в виде нейтронной звезды или чёрной дыры звёздной массы? Является ли такая мощность следствием воздействия чёрной дыры промежуточной массы? Некоторые ULXs являются периодическими, что предполагает неизотропное излучение нейтронной звезды. Это относится ко всем ULXs? Как такая система может сформироваться и остаться стабильной?
- Проблема второго параметра: какие параметры, кроме металличности и возраста, влияют на морфологию горизонтальной ветви шаровых звёздных скоплений?

## Чёрные дыры
- Гравитационная сингулярность: нарушается ли общая теория относительности внутри чёрной дыры из-за квантовых эффектов, аффинного кручения или других явлений?
- Теорема об отсутствии волос: имеют ли чёрные дыры внутреннюю структуру? Если да, то как её можно исследовать?
- Сверхмассивная чёрная дыра: каково происхождение отношения M-сигма между массой сверхмассивной чёрной дыры и дисперсией скорости галактики[10]? Как самые дальние квазары «отрастили» свои сверхмассивные чёрные дыры до 1010 солнечных масс так рано в истории Вселенной?
- Информационный парадокс чёрной дыры и излучение чёрной дыры: производят ли чёрные дыры тепловое излучение, как ожидается из теории[11]? Если это так, и чёрные дыры могут испаряться, что происходит с информацией, хранящейся в них (поскольку квантовая механика не предусматривает уничтожения информации)? Или излучение останавливается в какой-то момент, когда от чёрной дыры мало что остаётся?
- Файервол: существует ли файервол вокруг чёрной дыры[12]?
- Проблема последнего парсека: сверхмассивные чёрные дыры, по-видимому, слились — подобная пара наблюдалась в PKS 1302-102. Однако теория предсказывает, что когда сверхмассивные чёрные дыры достигнут расстояния примерно в один парсек, им потребуются многие миллиарды лет, чтобы выйти на достаточно близкую орбиту, чтобы слиться — больше, чем возраст Вселенной[13].

## Космология
- Тёмная материя: какова идентичность тёмной материи[14]? Это частица? Это самый лёгкий суперпартнёр? Не указывают ли явления, приписываемые тёмной материи, не на какую-то форму материи, а на расширение понятия гравитации?
- Тёмная энергия: какова причина наблюдаемого ускоренного расширения Вселенной (фаза де Ситтера)? Почему плотность энергии тёмной энергетической составляющей такая же, как и плотность вещества в настоящее время, когда они эволюционируют с течением времени совершенно по-разному; может ли быть просто, что мы наблюдаем в нужное время? Является ли тёмная энергия чистой космологической постоянной, или применимы альтернативные модели (квинтэссенция), такие как фантомная энергия?
- Барионная асимметрия: почему в наблюдаемой Вселенной гораздо больше материи, чем антиматерии?
- Проблема космологической постоянной: почему нулевая энергия вакуума не сделала космологическую постоянную большой? Что этому помешало[15][16]?
- Размер и форма Вселенной: диаметр наблюдаемой Вселенной составляет около 93 миллиардов световых лет, но каков размер всей Вселенной? Что такое 3-многообразие в сопутствующем пространстве, то есть сопутствующей пространственной части Вселенной, неофициально называемой «формой» Вселенной? Ни кривизна, ни топология в настоящее время не известны, хотя известно, что кривизна близка к нулю в наблюдаемых масштабах. Инфляционная модель Вселенной предполагает, что форма Вселенной может быть неизмеримой, но с 2003 года Жан-Пьер Люминэ и другие группы предполагают, что форма Вселенной может быть додекаэдрическим пространством Пуанкаре. Является ли форма неизмеримой; пространством Пуанкаре, или другим 3-многообразием?
- Инфляционная модель Вселенной: верна ли теория космологической инфляции в самой ранней Вселенной, и если да, то каковы детали этой эпохи? Что такое гипотетическое инфлатонное скалярное поле, которое породило космологическую инфляцию? Если космологическая инфляция произошла в какой-то момент, является ли она хаотической и, таким образом, продолжается (в каком-то очень отдалённом месте)[17]?
- Проблема горизонта: почему отдалённая Вселенная настолько однородна, когда теория Большого взрыва предсказывает бо́льшую анизотропию ночного неба, чем наблюдаемая? Космологическая инфляция обычно принимается как решение проблемы, но, возможно, более уместны другие возможные объяснения, такие как переменная скорость света[14]?
- Напряжение Хаббла (Hubble tension): если модель Лямбда-CDM верна, почему измерения постоянной Хаббла не сходятся?[18][19]
- Ось зла: некоторые крупные детали микроволнового обзора неба на расстоянии более 13 миллиардов световых лет, похоже, совпадают как с движением, так и с ориентацией Солнечной системы. Это связано с систематическими ошибками в обработке, загрязнением результатов локальными эффектами или необъяснимым нарушением принципа Коперника?
- Происхождение и будущее Вселенной: как возникли условия для существования чего-либо? Вселенная движется к Большому замерзанию, Большому разрыву, Большому сжатию или Большому отскоку? Или это часть бесконечно повторяющейся циклической модели?
- Проблема каспов: чем объясняется различие между наблюдаемым распределением тёмной материи в гало галактик и теоретически предсказанным?

## Внеземная жизнь
- Есть ли другая жизнь во Вселенной? В особенности, есть ли другая разумная жизнь? Если да, то чем объясняется парадокс Ферми[20][21]?
- Природа cигнала «Wow!»: было ли это единственное событие реальным сигналом и, если да, то каково его происхождение[22]?